# Фортунато, Грегорио
Грегорио Фортунато (порт. Gregório Fortunato; 24 января 1900, Сан-Боржа — 23 октября 1962, Рио-де-Жанейро) — начальник охраны президента Бразилии Жетулиу Варгаса. Потомок рабов-афробразильцев, один из руководителей силовых структур бразильского Нового государства, принадлежал к ближнему кругу президента Варгаса. Участник подавления антиправительственных мятежей, организатор подавления оппозиции и специальных операций. После покушения на Карлоса Ласерду и самоубийства Варгаса арестован и осуждён за попытку убийства. Был приговорён к длительному тюремному заключению. Убит в тюрьме сокамерником.

## Сын бывших рабов
Родился в афробразильской семье. Его отец и мать — Дамиан и Ана Фортунато — были неграми-рабами до освобождения в 1888 году. В 1903 они поступили в богатый дом в качестве домашней прислуги. Сына первоначально назвали Франсиско (в честь деда), но хозяева дома настояли на переименовании: Грегорио в честь Григория Богослова. Однако официальные документы на имя Грегорио Фортунато были оформлены лишь когда Франсиско-Грегорио исполнилось 29 лет.
Дамиан Фортунато-старший погиб, работая на фазенде — его забодал бык. После этого Ана Фортунато поступила прислугой в дома Мануэла Насименту Варгаса — отца будущего президента Бразилии Жетулиу Варгаса.

## В доме Варгасов
Франсиско-Грегорио выполнял на фазенде Варгасов обязанности подсобного рабочего — рубил лес, резал траву, чинил заборы. С Жетулиу у него отношения тогда не сложились, но он близко сошёлся с его младшим братом Бенжамином Варгасом. Читать и писать его научила Кандида Дорнелис Варгас — мать Жетулиу и Бенжамина.
Дона Кандида отправила способного юношу в распоряжение своего влиятельного родственника — полковника полиции Деоклесио Мотте. На его фазенде Грегорио работал пеоном, занимался выпасом скота. Некоторое время служил в полиции, потом работал курьером в юридической фирме, аффилированной с семейством Варгас.

В 29 лет Грегорио Фортунато был человеком без личной истории. Всё, что он делал, было связано с Варгасами.

## «Чёрный Ангел» президента
Революция 1930 года в Бразилии привела к власти Жетулиу Варгаса. Установился авторитарно-популистский режим корпоративистского Нового государства. Грегорио Фортунато полностью поддерживал новую власть в стране.
В 1932 году противники Варгаса из числа плантаторов Сан-Паулу подняли вооружённое восстание — Конституционалистскую революцию. Подавление мятежа возглавил Бенжамин Варгас. Он обратился к давнему знакомому Грегорио Фортунато и предоставил ему командную должность в 14-й бригаде. Фортунато продемонстрировал высокие боевые качества и личную преданность братьям Варгасам.

У Грегорио была особая добродетель — верность.

С 1934 года правление Жетулиу Варгаса обрело черты диктатуры. Вопросы правоохраны и госбезопасности, полицию и спецслужбы курировал брат Бенжамин. В аппарат национальной безопасности он привлёк Грегорио Фортунато в качестве офицера для особых поручений. Фортунато организовывал расправы с оппозиционерами, спецоперации в Аргентине, контрабанду автомобилей и т. п. Действовал в тесном контакте с начальником полиции Филинто Мюллером.
В 1938 году антиправительственный мятеж подняли ультраправые интегралисты. Выступление было подавлено под руководством Мюллера. После этого Бенжамин Варгас сформировал группу телохранителей брата-президента. Грегорио Фортунато возглавил охранное формирование. Занимал этот пост до 1945 и во второе президентство Варгаса с 1950 по 1954.
Несмотря на формально подчинённую роль главного телохранителя и не самое высокое звание лейтенанта, Грегорио Фортунато быстро выдвинулся в круг руководителей «Нового государства». Он рассматривался как «сильный человек» режима, был известен под прозвищем Anjo Negro — Чёрный Ангел. Сопровождал президента на всех публичных мероприятиях.
Решения, касающиеся силовой и карательной политики, принимались при активном участии Фортунато. Он также контролировал информирование президента о положении в стране и этим в значительной степени определял президентский курс. Регулярно демонстрировал личную преданность Варгасу. Был тесно связан с членами его семьи, особенно с Бенжамином.
Положение Грегорио Фортунато при Варгасе сравнивали с Жозефом Фуше при Наполеоне. Политическая линия Фортунато сводилась к всемерному укреплению режима и подавлению оппозиции.

## Покушение на Карлоса Ласерду
С начала 1940-х главным противником Жетулиу Варгаса являлся Карлос Ласерда — бывший коммунист, перешедший на правые консервативные позиции и выступавший против любой диктатуры. Ласерда резко критиковал Варгаса за диктаторские тенденции правления и коррупцию его окружения. Вокруг Ласерды, его партии Национально-демократический союз и его газеты Tribuna da Imprensa консолидировалась консервативно-либеральная оппозиция. При этом Ласерда особенно жёстко критиковал Фортунато, в котором видел олицетворение коррупции и фаворитизма.
Бенжамин Варгас и Грегорио Фортунато приняли решение физически устранить Карлоса Ласерду. Акция была поручена подчинённым Фортунато сотрудникам президентской охраны Климерио ди Алмейда и Алкино ду Насименто. С конца 1953 за Ласердой была установлена киллерская слежка.
Покушение совершилось 5 августа 1954. Киллеры обстреляли Ласерду, когда он возвращался домой вместе с сыном и майором ВВС Рубенсом Флорентино Вазом. Однако убить Ласерду не удалось: он открыл ответный огонь, завязалась перестрелка. Ласерда получил только ранение в ногу, однако под пулями погиб майор Ваз (чего изначально не планировалось).
В тот же день водитель такси, на котором приезжали киллеры, дал показания в полиции. Была быстро установлена роль Грегорио Фортунато как организатора покушения. 9 августа президент Варгас вынужден был расформировать охранное подразделение Фортунато.
Таким образом, операция оказалась полностью провалена: Ласерда остался жив, погиб случайный человек, немедленно произошла утечка информации и полная публичная огласка. Политические последствия преступной попытки оказались далеко идущими — вскоре в Бразилии произошла смена власти и политического режима.

## Арест и суд
15 августа 1954 Грегорио Фортунато был арестован прямо в президентском дворце и взят под стражу на базе военной полиции. На допросах он признал свою ответственность, назвал имя Бенжамина Варгаса, но категорически заявлял о полной невиновности Жетулиу Варгаса.
При обыске в доме Фортунато были обнаружены крупные денежные суммы (на один-два порядка превышающие официальный оклад) и документы, неопровержимо свидетельствовавшие о коррупционных махинациях, проводимых совместно с членами семьи Жетулиу Варгаса. Президент Варгас, лично непричастный к коррупции, был шокирован этой информацией и поначалу отказывался в неё верить. Были представлены неопровержимые доказательства, и 24 августа 1954 Жетулиу Варгас покончил с собой.
Более двух лет Грегорио Фортунато провёл в предварительном заключении. Осенью 1956 начался судебный процесс. Перед судом предстали участники попытки убийства Ласерды — всего 6 человек. Непосредственные исполнители покушения Алмейда и Насименту получили по 33 года тюрьмы, их пособник Суарес — 26 лет, водитель Нелсон — 11 лет, менее значимый соучастник Жуан Валенте — 2 месяца.
Главным обвиняемым являлся Грегорио Фортунато. Держался он спокойно и твёрдо, вину признавал лишь частично, настаивал на общей верности политического курса Варгаса. Категорически отрицал получение денег за покушение на Ласерду.

## Тюрьма и смерть
Суд приговорил Грегорио Фортунато к 25 годам тюремного заключения. Президент Жуселину Кубичек сократил срок до 20 лет, президент Жуан Гуларт — до 15 лет. Отбывал наказание Фортунато в тюрьме Рио-де-Жанейро. Интересно, что в 1961, планируя мятеж против левоцентриста Жуана Гуларта, правый консерватор Карлос Ласерда рассчитывал на поддержку Грегорио Фортунато в организации бунта заключённых.
В сентябре 1962 года судебная инстанция отклонила ходатайство Фортунато о досрочном освобождении. Месяц спустя 62-летний Грегорио Фортунато был убит сокамерником Фелисиано Эмилиано. Мотивы убийства остались досконально неизвестны, но обращалось внимание на исчезновение тетради с записями, сделанными Фортунато незадолго до смерти.

## Личность
Грегорио Фортунато был женат, в браке имел детей. Внешне он отличался высоким ростом, массивностью, обладал огромной физической силой. Эти качества были настолько броскими, что считались важными в его служебно-политической карьере. Его стилистической особенностью являлось ношение шляпы.
Важной чертой характера Грегорио Фортунато, наряду с личной преданностью Варгасам, было властолюбие. При этом Фортунато был равнодушен к почестям и вообще не любил публичность. Власть для него означала право отдавать беспрекословные приказы подчинённым силовикам, оставаясь при этом в тени.

## Образ в кино
Грегорио Фортунато выведен как персонаж в сериале Agosto (1993) и кинофильме Getúlio (2014), посвящённых событиям 1954 года. Его роль исполняют известные актёры Тони Торнадо и Тьяго Жустино. В обеих картинах Фортунато представлен как «верный страж» Жетулиу Варгаса, ради хозяина готовый и способный на всё.